# شدراک یوسف
شدراک یوسف (انگلیسی: Shidrak Yousif؛ زادهٔ ۱ ژوئیهٔ ۱۹۴۲) بازیکن فوتبال اهل عراق بود.

## تیم ملی
وی همچنین در تیم ملی فوتبال عراق بازی کرده است.